# Зацепин, Митрофан Алексеевич
Митрофа́н Алексе́евич Заце́пин (15 июня 1924, Андреевка, Воронежская губерния — 8 июня 1986, Верхнее Турово, Воронежская область) — пулемётчик 616-го стрелкового полка, младший сержант — на момент представления к награждению орденом Славы 1-й степени.

## Биография
Родился 15 июня 1924 года в селе Андреевка (ныне — Нижнедевицкого района Воронежской области). Окончил 4 класса. Трудился в колхозе.
Когда началась Великая Отечественная война, он ещё не достиг призывного возраста. К осени 1941 года вынужден был остаться на оккупированной врагом территории. Спасался от угона в Германию, уклонялся от принудительных работ.
В марте 1943 года после освобождения территории района Зацепин был призван в Красную Армию, с сентября того же года — на фронте. Весь боевой путь прошёл в составе 194-й стрелковой дивизии. В первых боях был ранен, но в конце года вернулся в свою дивизию. Воевал на 1-м, 2-м, 3-м Белорусских фронтах. Участвовал в боях за освобождение Белоруссии и Польши.
8 августа 1944 года в районе населённого пункта Ежи Белостокской области красноармеец Зацепин с товарищами, обойдя противника с фланга, ворвался во вражескую траншею. В ходе боя заметил оживший пулемёт, из которого противники в упор били по второму батальону, ведущему фронтальное наступление. Проявив инициативу, Зацепин пробрался к пулемёту и гранатами подавил огневую точку. Затем присоединился к своему взводу, очищающему вторую траншею.
Отбив яростные контратаки врага, бойцы устремились вперёд, вышли на реку Буг, а ещё через несколько дней захватили плацдарм на реке Нарев. В боях за этот плацдарм Зацепин был ранен. Приказом от 19 августа 1944 года красноармеец Зацепин Митрофан Алексеевич награждён орденом Славы 3-й степени.
Вернувшись после госпиталя в свою часть, был зачислен в пулемётный расчет наводчиком. 5-6 октября 1944 года при отражении контратак противника на правом берегу реки Нарев близ населённого пункта Борыты пулемётчик Зацепин, оставшись один из расчёта, метким огнём подавил вражескую огневую точку, истребил до 20 вражеских солдат, чем способствовал выполнению боевой задачи. Приказом по войскам 48-й армии от 22 октября 1944 года красноармеец Зацепин Митрофан Алексеевич награждён орденом Славы 2-й степени.
14-15 января 1945 года в районе населённого пункта Макув младший сержант 3ацепин в числе первых достиг траншеи противника, гранатами подавил вражеский пулемёт. Затем установил свой «максим» на открытую огневую позицию и открыл огонь по выдвигавшимся вперед вражеским резервам. Это дало возможность наступающим стрелковым подразделениям полка захватить первую линию траншей. При отражении контратаки поразил из пулемёта свыше 20 противников.
Указом Президиума Верховного Совета СССР от 24 марта 1945 года за мужество, отвагу и бесстрашие, проявленные в боях с немецкими захватчиками, гвардии старший сержант Зацепин Митрофан Алексеевич награждён орденом Славы 1-й степени. Стал полным кавалером ордена Славы.
В 1946 старшина 3ацепин был демобилизован. 
Вернулся в родные края. Работал грузчиком на складах «Заготзерно», асфальтировщиком на элеваторе. Рано ушёл на пенсию по инвалидности, сказались фронтовые раны. Жил в селе Верхнее Турово Нижнедевицкого района. Скончался 8 июня 1986 года.

## Награды
За боевые и трудовые успехи был награждён: 
- Орден Славы I степени (24.03.1945)
- Орден Славы II степени (22.10.1944)
- Орден Славы III степени (19.08.1944)
- орден Отечественной войны I степени.
- медалями.